# Reign (televisieserie)
Reign is een Amerikaanse televisieserie van The CW Television Network. De serie vertelt een alternatieve versie van het leven van Mary Stuart, de koningin van Schotland (1542-1587) en ging op 17 oktober 2013 in première. De hoofdrollen worden door Australische, Canadese en Britse acteurs en actrices vertolkt.

## Ontwikkeling en productie
In februari 2013 kondigde The CW aan dat ze een pilotaflevering voor een televisieserie rond het leven van Mary Stuart hadden besteld. De serie was bedacht door Stephanie Sengupta en Laurie McCarthy en geproduceerd door CBS Studios. De pilotaflevering was geregisseerd door Brad Silberling en geschreven door Sengupta en McCarthy. Die laatste twee waren ook de regisseurs. Sengupta verliet het team echter in mei 2013, waardoor alleen McCarthy overbleef. Op 9 februari 2013 werd aangekondigd dat de Australische actrice Adelaide Kane het hoofdpersonage zou spelen.
Tot de creatieve keuzes van de bedenkers behoren het gebruik van moderne muziek en de kostuums. De kostuums werden ontworpen door Meredith Markworth-Pollack, die ook heeft meegewerkt aan CW-programma's zoals Hart of Dixie en Gossip Girl. Ze creëerde aparte stijlen voor Mary en haar hofdames, zodat ze correspondeerden met hun persoonlijkheden. De hofdames – Lola, Kenna, Greer en Aylee – zijn losjes gebaseerd op Mary Beaton, Mary Seton, Mary Fleming en Mary Livingston, die de hofdames van Mary Stuart waren.
Adelaide Kane deed auditie toen ze een terugkerende rol had in het derde seizoen van de MTV-serie Teen Wolf. Toen Kane de hoofdrol kreeg, schreven de Teen Wolf-schrijvers haar personage uit de serie. Kane is deels Schots van haar moeders kant en verdiepte zich in de historische Mary Stuart als voorbereiding op de rol. Torrance Coombs kreeg in maart 2013 de rol van Sebastian. Sebastian is een personage dat voor de serie bedacht werd. Coombs kon daarom geen onderzoek doen naar zijn personage. Alan Van Sprang werd gecast als Henry II van Frankrijk en nam voor de uitwerking van zijn personage Bill Clinton als voorbeeld. Amy Brenneman kreeg in november 2013 de rol van Maria Stuarts moeder Maria van Guise. Aanvankelijk werd gedacht aan Kate Walsh voor de rol, maar zij kon uiteindelijk niet, doordat ze in iets anders moest spelen. De twee hadden samengespeeld in Private Practice. Toby Regbo werd in maart 2013 gecast als dauphin Frans II van Frankrijk. Een groot deel van de filmopnamen voor het eerste seizoen vond plaats in Toronto, Canada en Ierland.

### Gekuiste aflevering
De pilootaflevering werd aangepast zodat deze op 13 oktober 2013 op het scherm kon verschijnen. Er werd een scène uitgeknipt waarin Kenna masturbeert nadat ze een plechtigheid heeft bijgewoond. Van aflevering 13, "The Consummation" (vrij vertaald: "De Vervulling"), bestaan twee versies: een voor televisie en een online-versie met meer seksueel getinte inhoud die op de website van The CW verscheen.

## Verhaal
De serie speelt zich af in Frankrijk in het jaar 1557 en volgt het leven van de Schotse koningin Mary terwijl ze aan het Franse hof verblijft. Ze wacht op haar huwelijk met Frans II van Frankrijk, met wie ze al sinds haar zesde verloofd is. Mary moet zich staande zien te houden te midden van politieke perikelen en terwijl er allerlei machtsgrepen plaatsvinden. Haar gevoelens voor zowel Frans als zijn bastaard-halfbroer Sébastien (Sebastian "Bash") vormen ook een verhaallijn. Frans' moeder, Catharina de' Medici, probeert stiekem het huwelijk te saboteren omdat blijkens een vertrouwelijke voorspelling van Nostradamus het huwelijk de dood van haar zoon zal betekenen. Naast het leven van Mary wordt er ook naar dat van haar hofdames Kenna, Aylee, Lola en Greer gekeken. De vier hofdames zoeken naar geschikte echtgenoten aan het hof.
Het verhaal neemt waarlijk een enorme loop met de historische werkelijkheid, waarbij de ondertiteling in de Nederlandse versie vrijwel letterlijk de Engelse lijn volgt in benamingen en adellijke titels, dus waarin begrippen als 'Henry, Sebastian/Bash, king, queen, lord' en 'House of Burgundy' onvertaald worden overgenomen, waardoor deze onecht en onjuist aandoen. Het betreft immers noch een gangbare Nederlandse weergave, noch het Franse origineel van die namen en begrippen; ze volstaan slechts in het Engelse taalgebied. Dat de namen van Maria Stuarts Maria I van Schotland hofdames ook al 'buitenlands' (onfrans) klinken, heeft te maken met het feit dat deze met haar eigen hofhouding vanuit Schotland naar het Franse hof getogen is en het hierbij dus om dames van Schotse komaf gaat. De serie zou beter een fantasiereeks genoemd worden dan als een alternatieve (historische) versie betiteld.
Van aflevering twee tot elf verschijnt aan het begin de volgende tekst in beeld: 

Sinds Mary, Koningin van Schotland, een kind was, zijn de Engelsen uit op haar land en haar kroon. Ze wordt naar Frankrijk gestuurd om daar met de volgende koning te trouwen en haarzelf en haar volk te redden. Het is een verbond dat haar moet beschermen, maar er zijn krachten die samenzweren, krachten der duisternis, krachten van het hart. Lang moge ze regeren.

## Rolverdeling

### Hoofdrollen
- Adelaide Kane - Maria I van Schotland
- Megan Follows - Queen Catherine
- Torrance Coombs - Sebastian
- Toby Regbo - King François II de France
- Celina Sinden - Greer
- Caitlin Stasey - Kenna
- Anna Popplewell - Lola
- Jonathan Keltz - Leith Bayard
- Sean Teale - Lodewijk I van Bourbon-Condé
- Alan Van Sprang - King Henri II de France (hoofdrol t.e.m. seizoen één)
- Jenessa Grant - Aylee (hoofdrol t.e.m. aflevering 8)
- Craig Parker - "Stephane Narcisse"
- Rose Williams - "Claudia van Valois"
- Rachel Skarsten - "Elizabeth I van Engeland"
- Ben Geurens - "Gideon Blackburn"
- Charlie Carrick - "Robert Dudley"
- Spencer MacPherson - "Karel IX van Frankrijk"
- Jonathan Goad - "John Knox"
- Will Kemp - "Henry Stuart Darnley"

### Bijrollen
- Rossif Sutherland - Nostradamus
- Anna Walton - Diana van Poitiers
- Katie Boland - Clarissa
- Anastasia Phillips - "Leeza van Spanje"
- Amy Brenneman - "Maria van Guise"